# 福山王冠
福山王冠（ふくやまおうかん）は福山市競馬事務局が福山競馬場のダート1800mで施行していた地方競馬の重賞競走である。

## 概要
前身はアングロアラブ系3歳（旧4歳）の中国所属馬限定の重賞競走「アラブ王冠」。福山アラブ三冠競走の最終戦として位置付けられた。2008年にアングロアラブ系の入厩頭数が減少した事により、出走条件をサラブレッド系3歳の中国所属馬に変更され、名称を福山王冠に変更された。なお、施行回数はアラブ王冠のものをそのまま引き継ぐ。
負担重量は2008年 - 2009年までは馬齢重量、2010年からは定量で56キロ、牝馬は54キロである。
総額賞金は135万円で、1着賞金100万円、2着賞金20万円、3着賞金10万円、4着賞金5万円と定められている。

## 歴代優勝馬
| 回数   | 施行日         | 優勝馬             | 性齢 | 所属 | タイム | 優勝騎手 | 管理調教師 |
| ------ | -------------- | ------------------ | ---- | ---- | ------ | -------- | ---------- |
| 第35回 | 2008年12月21日 | クラマテング       | 牡3  | 福山 | 1:59.9 | 嬉勝則   | 江口秀博   |
| 第36回 | 2009年12月20日 | グラスレジェンド   | 牡3  | 福山 | 2:00.4 | 渡辺博文 | 渡邉貞夫   |
| 第37回 | 2010年12月5日  | フォーインワン     | 牡3  | 福山 | 1:57.9 | 楢崎功祐 | 松本満夫   |
| 第38回 | 2011年12月11日 | フレアリングマリー | 牝3  | 福山 | 1:58.0 | 楢崎功祐 | 小嶺英喜   |
| 第39回 | 2012年12月2日  | マイネルプレジャー | 牡3  | 福山 | 1:58.1 | 嬉勝則   | 高本敏明   |

※名称を福山王冠として施行された2008年以降とする。